# Koos Bliek

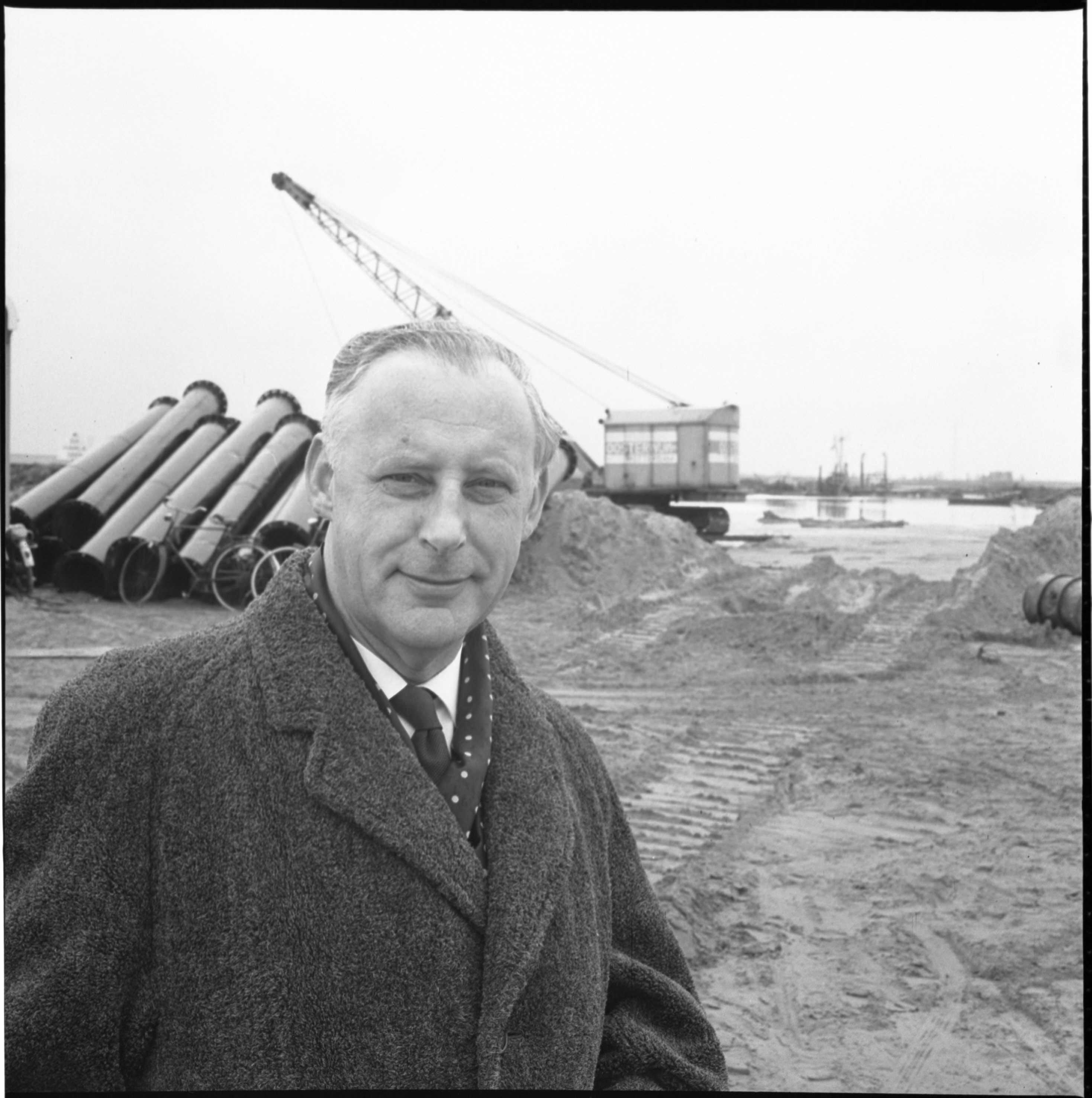
Burgemeester P.J. Bliek (1962/63)

Pieter Jacobus (Koos) Bliek (Rotterdam, 18 maart 1911 – Leidschendam, 2 april 1991) was een Nederlands politicus, die burgemeester was van Spijkenisse en Hekelingen.
Hij werd geboren als zoon van Pieter Willem Bliek (1867-1945) en Hendrika Johanna Jakoba Grootenhuijs (1871-1935). Hij was in Rotterdam eerst werkzaam in het bedrijfsleven en was in de Tweede Wereldoorlog actief in het verzet. Vervolgens was hij contact-officier bij het ministerie van Oorlog voor hij met ingang van 16 juli 1947 benoemd werd tot burgemeester van de gemeenten Spijkenisse en Hekelingen. De toenmalige Commissaris van de Koningin, mr. Kesper, zei: "Je hebt een gemeente willen hebben waar wat te doen is. Ga je gang. Hier is Spijkenisse."
Hij was aanvankelijk partijloos, maar werd in 1965 lid van de VVD om in de Rijnmondraad te kunnen komen. Hij is daar ook VVD-fractievoorzitter geweest. In februari 1965 werd hem ontslag verleend als burgemeester van Hekelingen maar hij bleef daar wel aan als waarnemend burgemeester tot die gemeente in mei 1966 opging in Spijkenisse.

## Burgemeester van een snel groeiende gemeente
Bliek was burgemeester in een periode waarin Spijkenisse snel groeide. Bij zijn aantreden had dit boerendorp zo'n 2.700 inwoners; toen hij Spijkenisse in 1976 verliet, was het een stad in wording met ± 32.000 inwoners (incl. Hekelingen dat in 1947 zo'n 1.000 inwoners had). Deze ontwikkeling had hij mede gestimuleerd. Zijn visie voor Spijkenisse was: vooruitgang, maar wel als zelfstandige gemeente, niet als onderdeel van Rotterdam.
In 1948 zag hij in dat de Welplaat ten offer zou vallen aan de uitbreidingsdrift van Rotterdam, maar eiste hij wel een redelijke compensatie voor de boeren daar.
Tijdens de Watersnoodramp van 1953 was hij een belangrijke schakel in de strijd tegen het water op het eiland Putten en bij het opzetten van hulp. Zelf zei hij daarover (in 1978): "Al mijn relaties heb ik ingeschakeld om aan materiaal te komen, zandzakken, rijplaten, voedsel. Overal heb ik de mensen taken gegeven. Het zat hier tjokvol mensen, die sliepen onder andere in de kerk en Hotel de Keizer".
Er zal moeilijk een burgemeester te vinden zijn, voor of na hem, die een groter stempel op de ontwikkeling van Spijkenisse heeft gedrukt dan hij. Zo vond hij al in 1955 dat het oude centrum flink onder handen moest worden genomen en zo zou het gebeuren. Hij hechtte meer waarde aan "de vooruitgang" dan aan karakteristieke oude huizen, waarvan er overigens vele als krotten aangekenmerkt konden worden. Hij spande zich in voor goede woningen voor het groeiend aantal continu-arbeiders, werkzaam in de Rotterdamse havenindustrie. Op initiatief van Bliek werd er tussen 1961 en 1966 een industrieterrein aangelegd rond de haven van Spijkenisse. Daarbij was hij er voorstander van om lichte industrie en overslagbedrijven naar Spijkenisse te halen, en had hij oog voor de belangen van de inwoners: zo min mogelijk geluid- en stankoverlast.
In 1966 nam hij het initiatief om Spijkenisse en de Duitse stad Hürth partnersteden te laten worden.

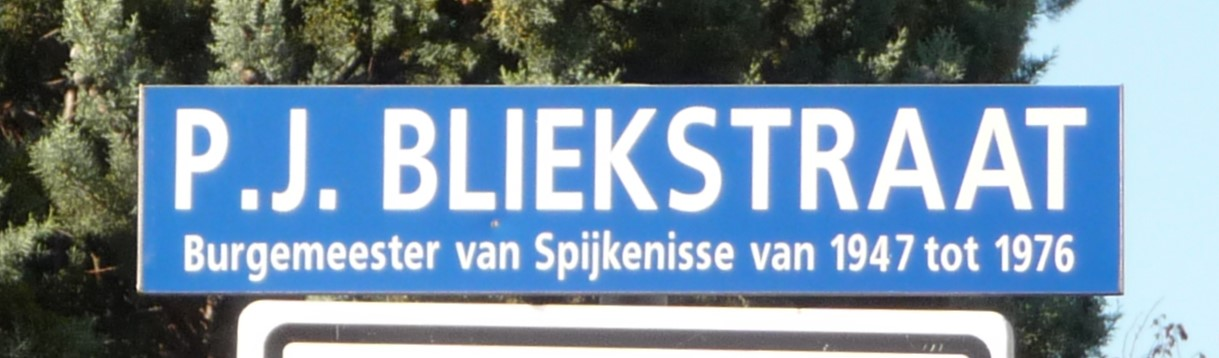
P.J. Bliekstraat Spijkenisse

Terugblikkend op zijn 25-jarig jarig burgemeesterschap, zei hij dat een van de hoogtepunten het koninklijk bezoek in 1951 was. Zijn 25-jarig jubileum werd gevierd op 2 september 1972. De bevolking bood hem als geschenk kinderboerderij "De Trotse Pauw" aan. Hij gaf het terug aan de burgers onder de voorwaarde dat het beheer in handen van de gemeente Spijkenisse kwam. En zo geschiedde.
In april 1976 ging Bliek met pensioen. Na zijn afscheid woonde hij in Rotterdam en Voorschoten. In 1991 overleed hij op 80-jarige leeftijd. In Spijkenisse is naar hem de P.J. Bliekstraat vernoemd.

## Persoonlijke situatie
Hij trouwde op 14-9-1948 te Spijkenisse met Hilde Salm Mevrouw Bliek-Salm verrichtte als burgemeestersvrouw regelmatig openingen en woonde jubilea bij. Het paar had geen kinderen. Bij het afscheid van haar man als burgemeester van Spijkenisse op 31 maart 1976 werd zij ereburgeres van Spijkenisse.

## Fotogalerij

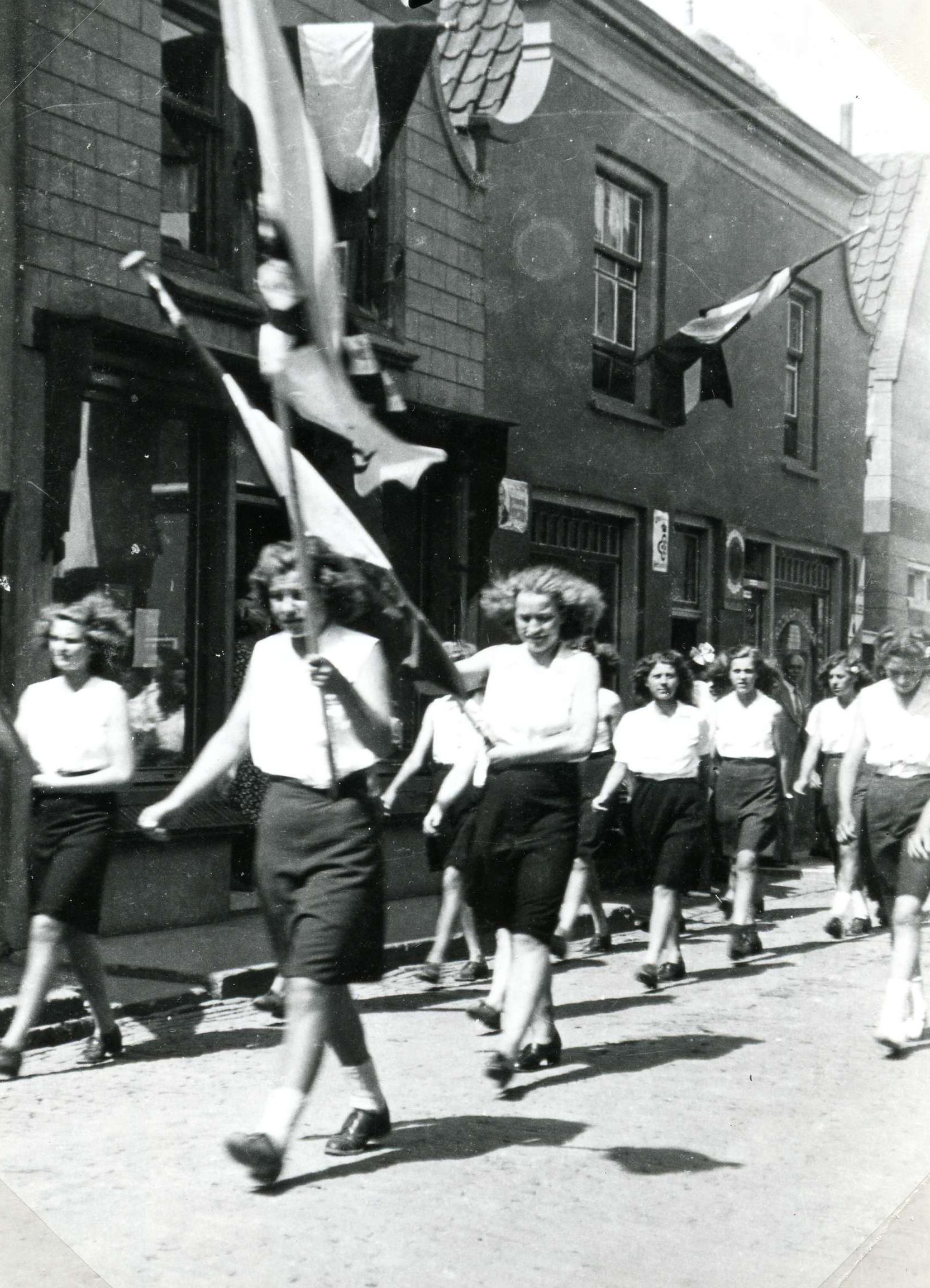
Feestelijke installatie in 1947
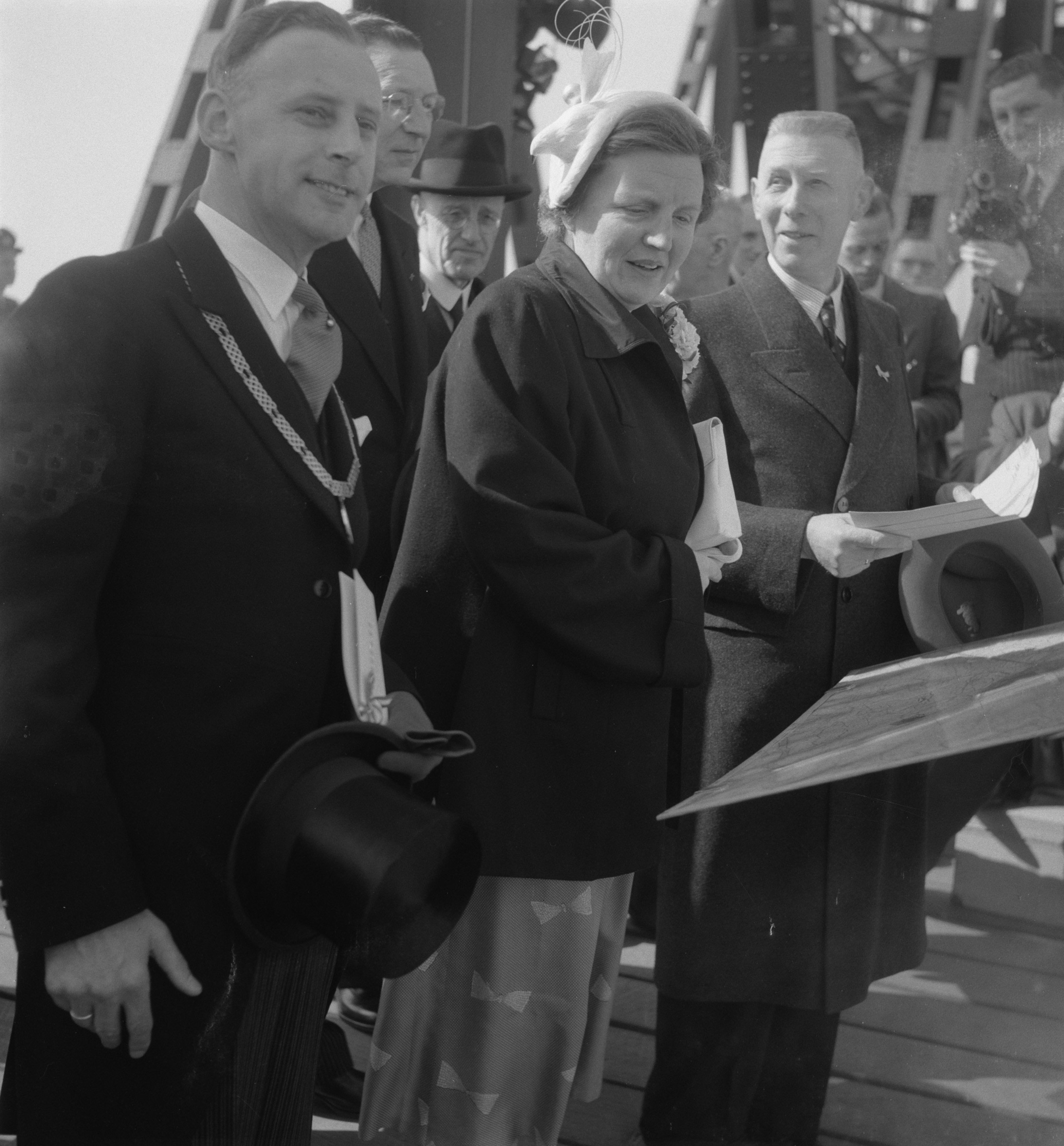
Naast Koningin Juliana (Streekbezoek 1951)
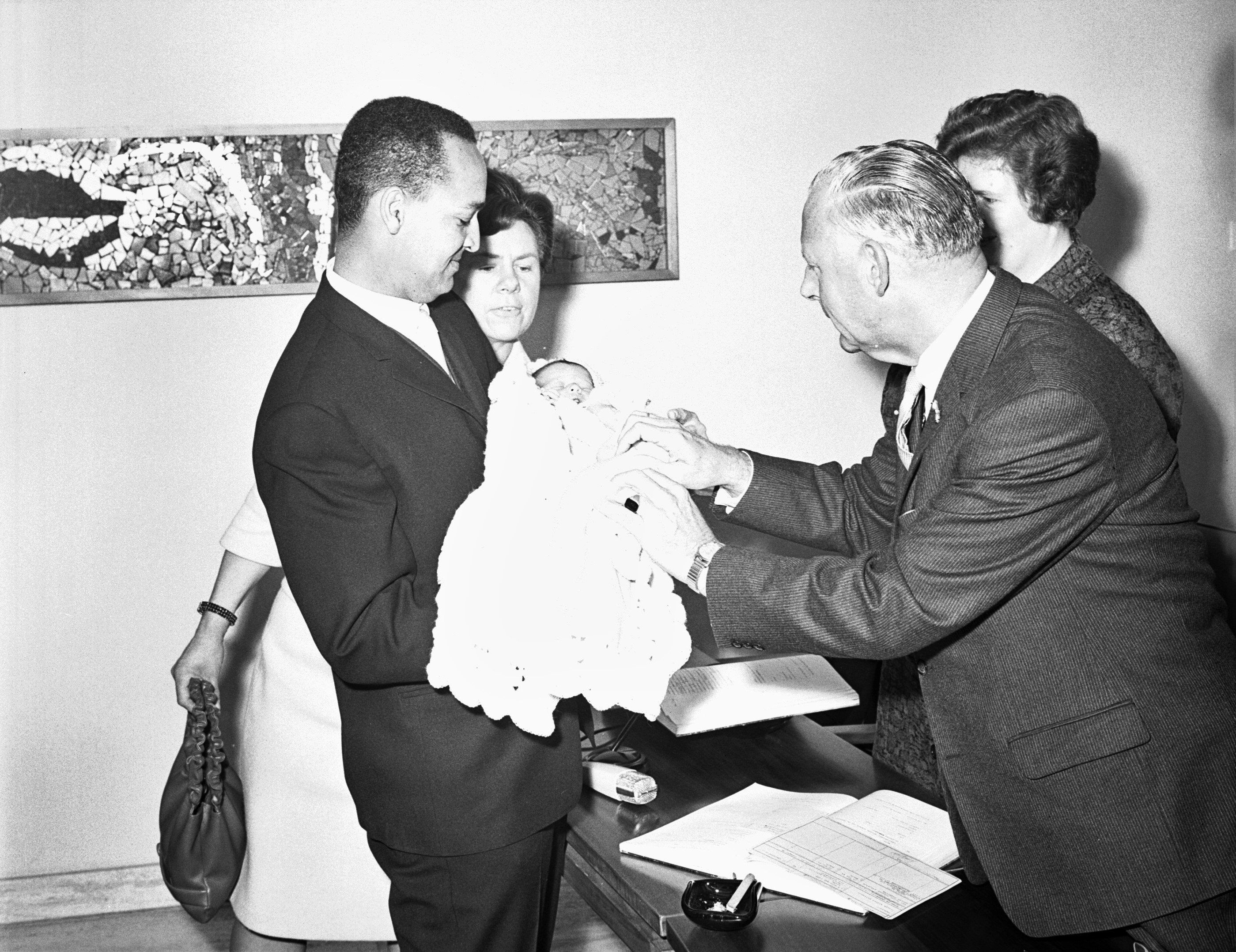
Met de 15.000ste inwoner van Spijkenisse (1965)
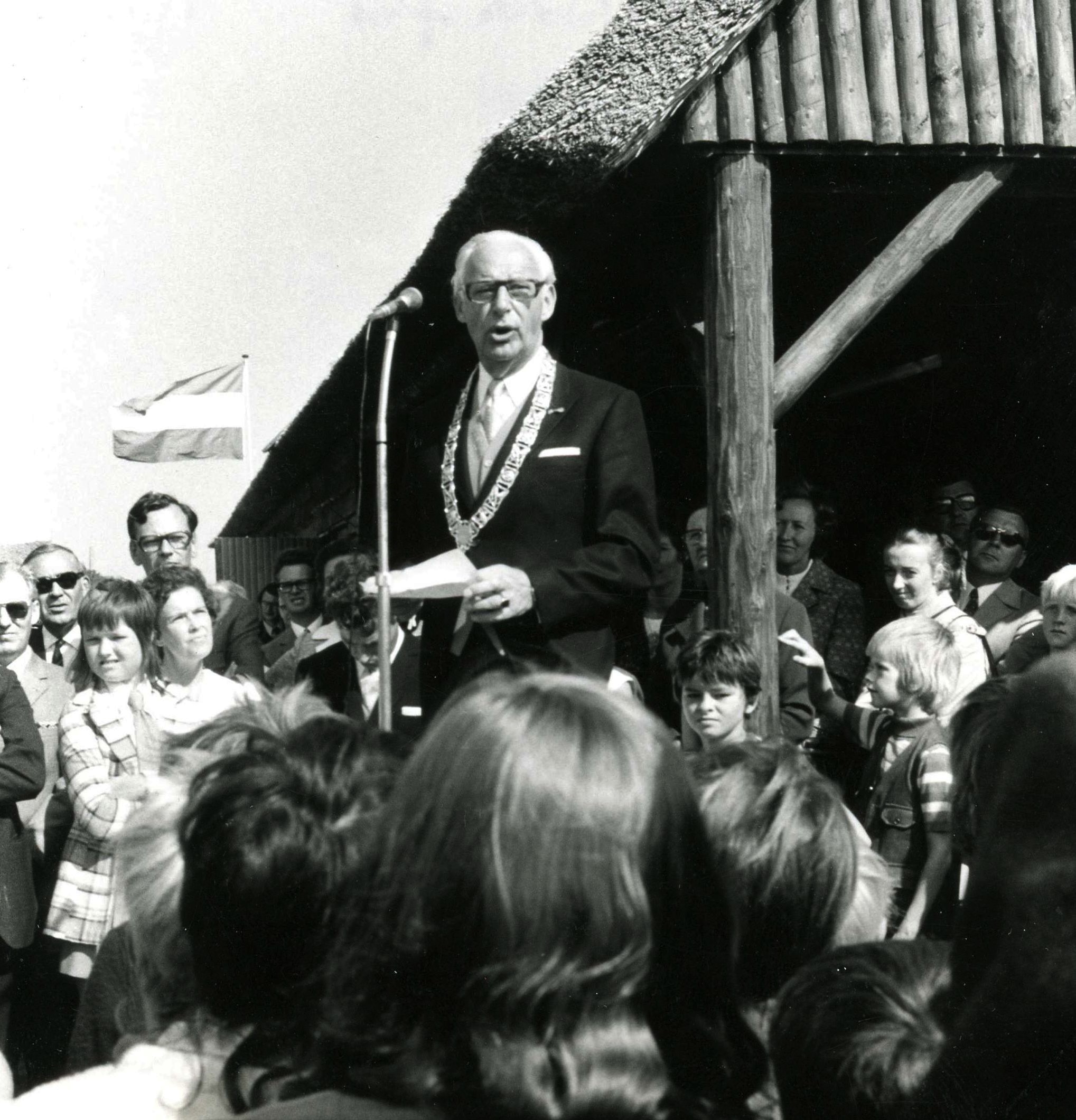
Toespraak door Bliek bij zijn 25-jarig jubileum (1972)
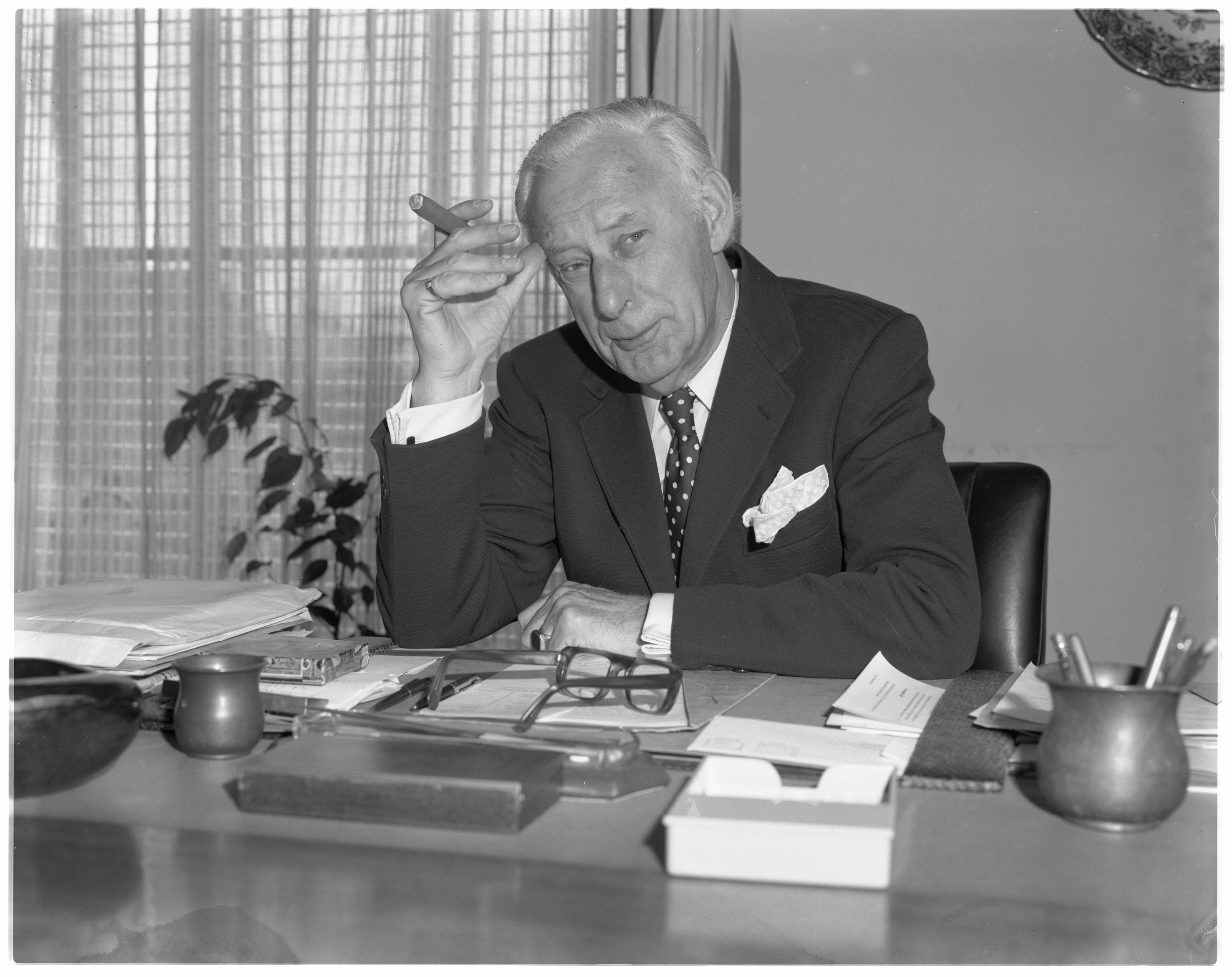
In zijn werkkamer (1976)